# Aleksander Michałowski (aktor)
Aleksander Jan Michałowski (ur. 23 marca 1891 w Warszawie, zm. 4 czerwca 1976 tamże) – polski aktor i śpiewak teatralny.

## Życiorys
Urodził się w rodzinie Franciszka, szewca, i Karoliny z Sierpińskich. Po ukończeniu gimnazjum kształcił się artystycznie: uczył się rysunku u Piusa Welońskiego oraz śpiewu w Konserwatorium Warszawskim pod kierunkiem Jana Łysakowskiego oraz Tadeusza Leliwy. W 1913 roku debiutował na scenie Teatru Wielkiego w Warszawie partią Faraona w Aidzie Giuseppe Verdiego. W latach 1913–1915 grał na scenach Warszawy i Wilna. Podczas I wojny światowej służył w armii rosyjskiej, a w latach 1918–1919 - w Wojsku Polskim pod dowództwem gen. Lucjana Żeligowskiego (najprawdopodobniej w szeregach 4 Dywizji Strzelców Polskich). Po powrocie do Warszawy w latach 1919–1934 należał do zespołu solistów Opery Warszawskiej, gdzie wykonywał głównie partie basowe. W tym okresie występował gościnnie na scenach operowych Katowic i Poznania oraz w latach 1923–1927 wyjeżdżał do Mediolanu, aby szkolić głos u G. Tessariego. Do 1939 roku śpiewał gościnnie w warszawskim Teatrze Wielkim oraz na przedstawieniach objazdowych, organizowanych przez Organizację Ruchu Muzycznego.
Podczas II wojny światowej prowadził w stolicy sklep tytoniowy, biorąc jednocześnie w konspiracyjnych przedstawieniach poetycko-muzycznych. Po zakończeniu walk powrócił do zawodu aktora. Był członkiem stołecznych zespołów teatralnych: Miejskich Teatrów Dramatycznych (1945–1948), Teatru Polskiego (1948–1949), Teatru Nowego (1949–1954), Teatru Nowej (Młodej) Warszawy (1954–1957) oraz ponownie Teatru Nowego, gdzie grał do 1963 roku. Od 1947 roku wykładał na Państwowej Wyższej Szkole Teatralnej, ucząc m.in. impostacji głosu. Był zasłużonym członkiem SPATiF-ZASP.

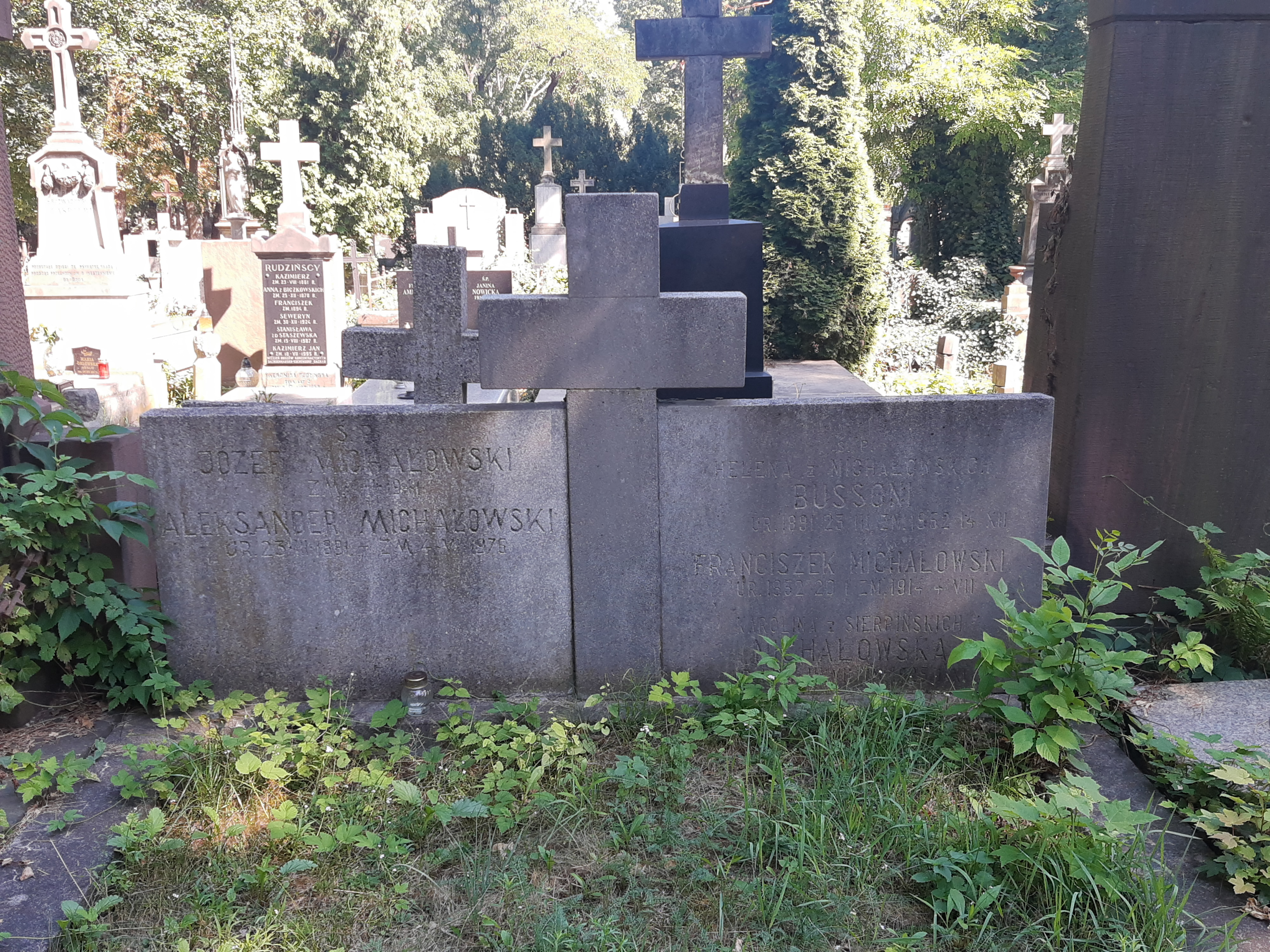
Grób Aleksandra Michałowskiego na Starych Powązkach w Warszawie

Jedyną kreacją filmową Aleksandra Michałowskiego była rola księdza plebana w filmie Szkice węglem z 1956 roku (reż. Antoni Bohdziewicz). Ponadto wystąpił w pięciu spektaklach Teatru Telewizji oraz sześciu słuchowiskach Teatru Polskiego Radia.
Był mężem Heleny z Zodewskich.
Zmarł w Warszawie, pochowany na cmentarzu Powązkowskim (kwatera I-4-9,10).

## Ordery i odznaczenia
- Złoty Krzyż Zasługi (dwukrotnie: 23 czerwca 1927[3], 11 lipca 1955[4])
- Medal 10-lecia Polski Ludowej (19 stycznia 1955)[5]